# Vinnie Paul
Vincent Paul Abbott, cunoscut ca Vinnie Paul (n. 11 martie 1964, Abilene, Texas, SUA – d. 22 iunie 2018, Las Vegas, Nevada, SUA), a fost un muzician și producător muzical american. El e cunoscut mai ales ca membru cofondator al formației de heavy metal, Pantera. De asemenea, el a fost membru cofondator și al formației Damageplan în anul 2003 împreună cu fratele său mai mic, Dimebag Darrell.

## Discografie

### Cu Pantera
- Metal Magic (1983)
- Projects in the Jungle (1984)
- I Am the Night (1985)
- Power Metal (1988)
- Cowboys from Hell (1990)
- Vulgar Display of Power (1992)
- Far Beyond Driven (1994)
- The Great Southern Trendkill (1996)
- Official Live: 101 Proof (1997)
- Reinventing the Steel (2000)

### Cu Damageplan
- New Found Power (2004)

### Cu Rebel Meets Rebel
- Rebel Meets Rebel (2006)

### Cu Hellyeah
- Hellyeah (2007)
- Stampede (2010)
- Band of Brothers (2012)